# Koyanagi-dōri
Pour les articles homonymes, voir Koyanagi.
Le Koyanagi-dōri (小柳通, Koyanagi-dōri) est une voie du nord de Kyoto, dans l'arrondissement de Kita. Orientée est-ouest, elle débute au Kamifusa-dōri et termine au Daitokuji-dōri, devant le complexe du temple Daitoku-ji. La rue est interrompue entre Aburanokōji-dōri (ja) et Horikawa-dōri (en).
Avec le Koyanagiminami-dōri (小柳南通, Koyanagiminami-dōri) au sud et le Koyanagikita-dōri (小柳北通, Koyanagikita-dōri), au nord, elle forme le groupe de rues Koyanagi (小柳通, Koyanagi-dōri).

## Description

### Situation
Le Koyanagi-dōri est une courte rue situé au sud de l'arrondissement de Kita. Il débute dans le quartier de Koyamashimohananoki-chō (小山下花ノ木町) et termine dans celui de Murasakinokamimonzen-chō (紫野上門前町). La rue débute au Kamifusa-dōri (上総通), juste à l'ouest de la station Kitaōji (北大路駅), mais certaines sources indiquent le début à Muromachi-dōri (ja) (室町通), qui est en fait une rue à l'ouest de Kamifusa-dōri,,,,. Elle est interrompue juste après Horikawa-dōri (en) (堀川通) par l'école primaire Hōtoku et réapparaît peu après à Aburanokōji-dōri (ja) (油小路通). Elle termine au Daitokuji-dōri (大徳寺通), devant le complexe du temple Daitoku-ji (大徳寺),. Elle suit le Koyanagiminami-dōri (小柳南通) au sud et précède le Koyanagikita-dōri (小柳北通) au nord.
La circulation se fait en sens unique de l'ouest vers l'est. On trouve un feu de circulation au carrefour avec Horikawa-dōri. La rue fait environ 925 mètres de long, séparé en deux tronçons de 488 mètres et 438 mètres.

### Voies rencontrées
Liste des voies rencontrées,. Les voies rencontrées de la droite sont mentionnées par (d), tandis que celles rencontrées de la gauche, par (g). Seules les rues portant un nom sont listées.
1. Kamifusa-dōri (上総通)[2]
2. Muromachi-dōri (ja) (室町通)[1]
3. Koromonotana-dōri (衣棚通)
4. Shinmachi-dōri (ja) (新町通)[1]
5. Aburanokōji-dōri (ja) (油小路通) [interruption de la rue][1]
6. Horikawa-dōri (en) (堀川通) [réapparition de la rue][1]
7. Inokuma-dōri (ja) (猪熊通)
8. Ōmiya-dōri (en) (大宮通)
9. Daitokuji-dōri (大徳寺通)[1]

### Transports en commun

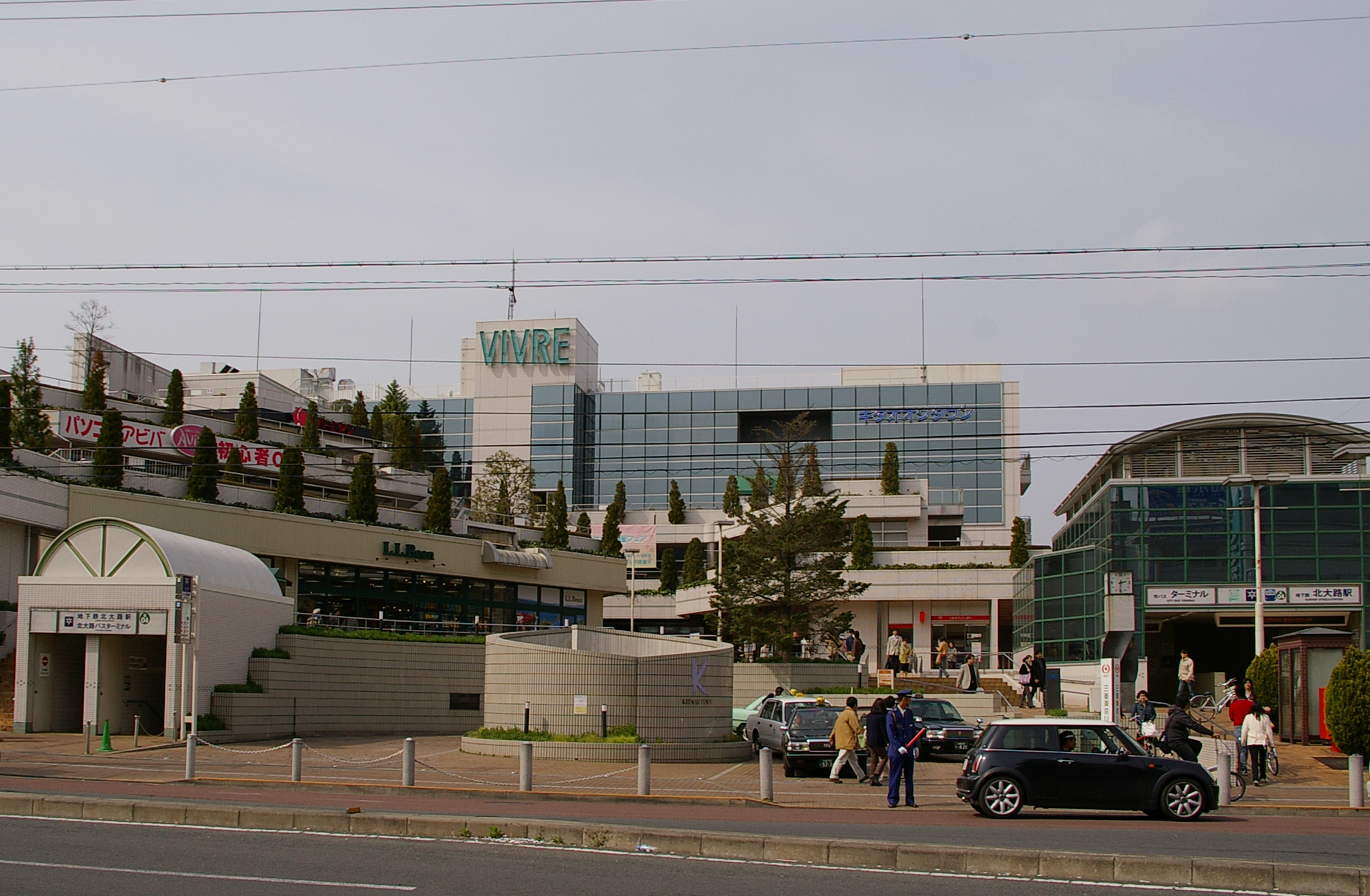
Le terminal de la station Kitaōji, vu de la façade est.

Les bus du réseau d'autobus de Kyoto (ja) ne passent par sur la rue. L'arrêt le plus proche est Shimotorida-chō (下鳥田町, lignes 9, 37, 67, Nord1, Spécial 37), au carrefour de Horikawa et Koyanagiminami.
D'autres arrêts proches sont sur Kitaōji, et sont la Gare d'autobus de Kitaōji (北大路バスターミナル《地下鉄北大路駅》, lignes 1, 37, 204, 205, 206, M1, Nord1, Nord3, Nord8, Spécial 37), dans le même complexe que la station de métro, et Kitaōji-Shinmachi (北大路新町, lignes 1, 37, 204, 205, 206, M1, Nord1, Nord8, Spécial 37).
L'arrêt du métro de Kyoto le plus proche est Kitaōji (北大路), sur la ligne Karasuma, directement au début de la rue,.

## Odonymie
L'origine du nom de la rue est inconnue. Le nom « Koyanagi » signifie « petit (小) saule (柳) ».

## Histoire
Koyanagi-dōri est une très récente de Kyoto, et n'existait pas au XIXe siècle. Elle apparaît en fait durant l'ère Shōwa (1926-1989),. La région était alors encore agricole et se situait dans les villages de Koyama (小山村) et Higashishichikudaimon (東紫竹大門村), plus tard intégrés dans la ville de Kyoto. Les sections entre Inokuma et Daitokuji et entre Kamifusa et Muromachi apparaissent en 1929. La rue, ainsi que ses deux rues sœurs, sont complétées vers 1935, dans un nouveau développement résidentiel quadrillé au nord de Kitaōji-dōri.

## Patrimoine et lieux d'intérêt
On y trouve l'onsen de Murasakino (紫野温泉). La rue est interrompue par l'école primaire Hōtoku (京都市立鳳徳小学校), du système éducatif municipal public (鳳徳小学校). Au carrefour avec Ōmiya, se trouve la rue commerçante de Shin-Ōmiya, dont la petite boutique Suehiro Kaho (末廣菓舗), spécialisée dans les confiseries japonaises depuis 1933, à l'ouverture de la rue. Au bout de la rue se trouve le mur de terre du Shinju-an (ja) (真珠庵), un important sous-temple du Daitoku-ji (大徳寺) associé au célèbre moine Ikkyū Sōjun.

Quelques lieux d'intérêts
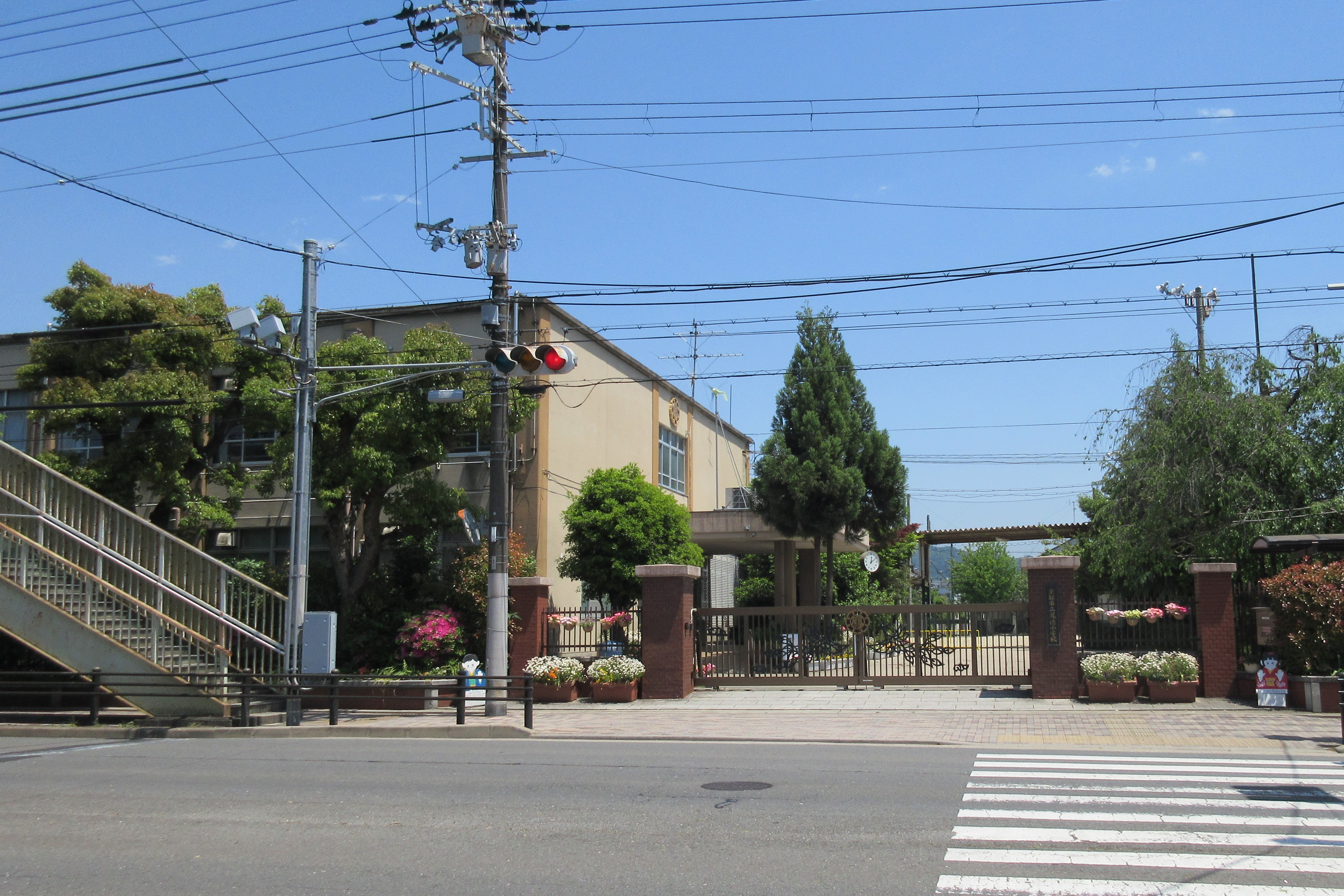
L'école primaire Hōtoku
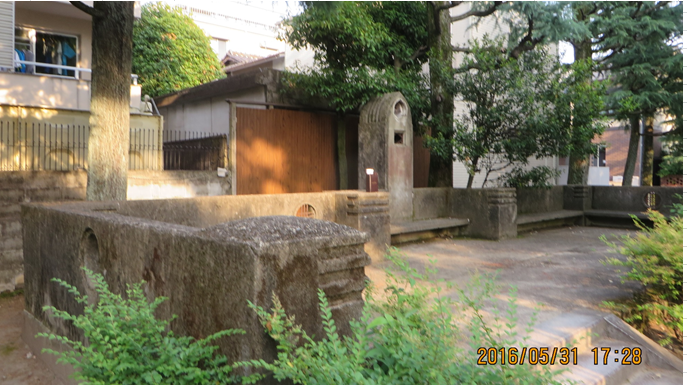
Le parc Murasakinoyanagi sur Koyanagiminami-dōri, et sa tour radio (en)
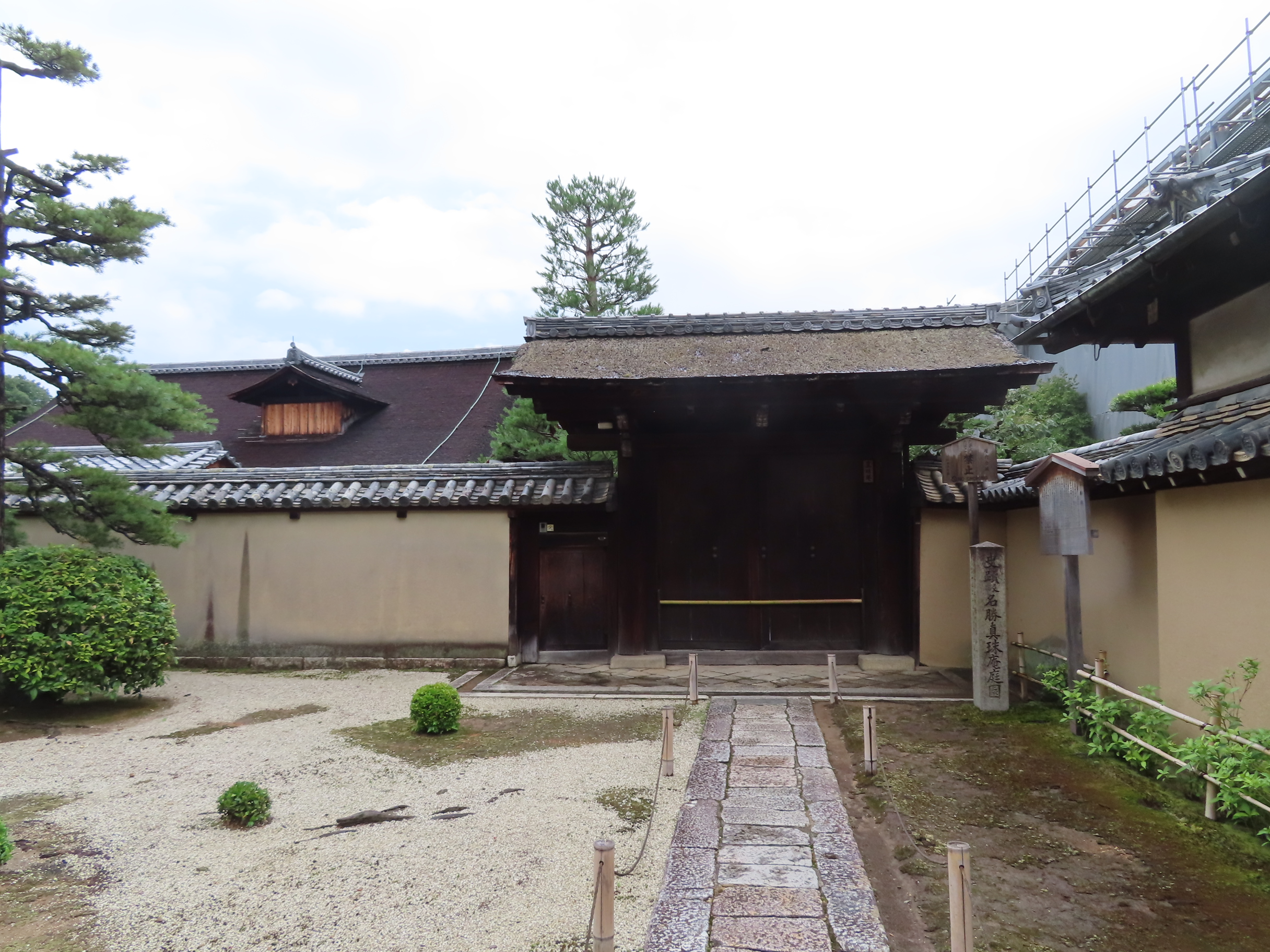
Enceinte extérieure du Shinju-an

## Groupe de Koyanagi-dōri
Le groupe de Koyanagi-dōri fait référence à trois rues orientées est-ouest au nord de Kitaōji-dōri (北大路通), commençant au sud par Koyanagiminami-dōri (小柳南通, Koyanagiminami-dōri), suivi par Koyanagi-dōri (小柳通, Koyanagi-dōri) et terminant par Koyanagikita-dōri (小柳北通, Koyanagikita-dōri), au nord. Il est bordé au sud par le groupe de Murasakino-dōri (紫野通) et au nord par le groupe d'Imamiya-dōri (今宮通).

### Koyanagikita-dōri
Koyanagikita-dōri (小柳北通, Koyanagikita-dōri) est une courte rue commençant à l'est à Kamifusa-dōri et terminant à Daitoku-dōri, en passant par Muromachi-dōri, Koromonotana-dōri, Shinmachi-dōri, Aburanokōji-dōri, Horikawa-dōri, Inokuma-dōri et Ōmiya-dōri,. Similairement à Koyanagi-dōri, certaines sources indiquent le début comme étant Muromachi-dōri,,,. La circulation se fait en sens unique de l'est vers l'ouest.
Elle se trouve au nord de l'école primaire Hōtoku. On y trouve aussi entre Shinmachi et Aburanokōji le temple Senkō-ji (専光寺).

### Koyanagiminami-dōri
Koyanagiminami-dōri (小柳南通, Koyanagiminami-dōri) est une courte rue commençant à l'est à Kamifusa-dōri et terminant à Daitoku-dōri, en passant par Muromachi-dōri, Koromonotana-dōri, Shinmachi-dōri, Aburanokōji-dōri, Horikawa-dōri, Inokuma-dōri et Ōmiya-dōri,,. Similairement à Koyanagi-dōri, certaines sources indiquent le début comme étant Muromachi-dōri,,. Entre Ōmiya et Daitokuji, la rue est très étroite. La circulation se fait en sens unique de l'est vers l'ouest.

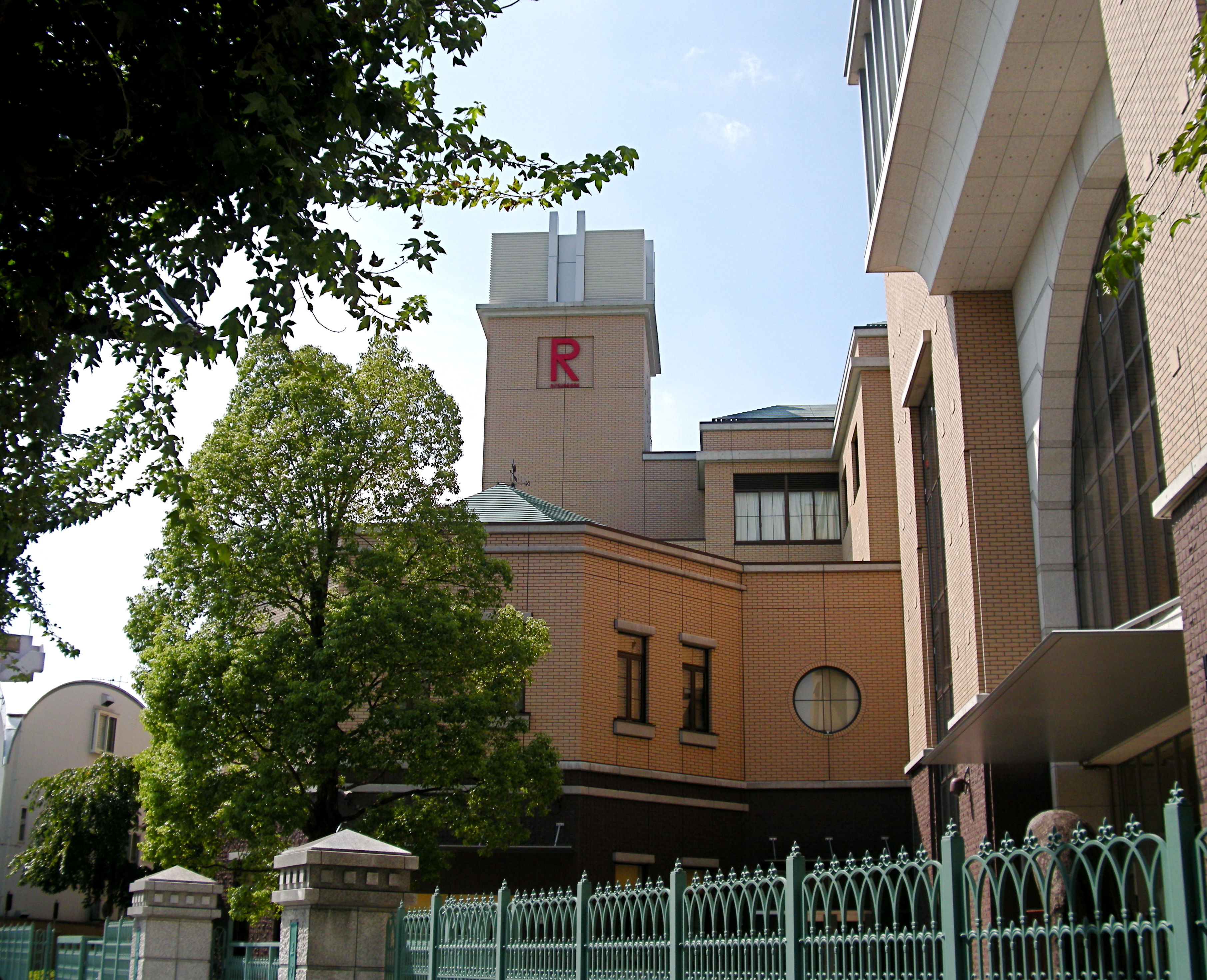
L'école primaire Ritsumeikan, vue du côté de Kitaōji-dōri.

On y trouve l'école primaire Ritsumeikan (ja) (立命館小学校) au sud entre Muromachi et Koromonotana, ainsi que l'école primaire Hōtoku au nord après Aburanokōji. Entre Shinmachi et Aburanokōji se trouve aussi le parc Murasakinoyanagi (紫野柳公園),.